# Pankontinentale mesterskaber i curling
De pankontinentale mesterskaber i curling (engelsk: Pan Continental Curling Championships) er et stævne for ikke-europæiske curlinglandshold, som hvert år arrangeres af World Curling Federation, og som fungerer som VM-kvalifikation for de ikke-europæiske lande som pendant til EM i curling. 
Etableringen af mesterskaberne blev besluttet på World Curling Federations generalforsamling den 11. september 2021 og fungerede i praksis som en fusion af Stillehavsmesterskabet for hold fra Asien, Oceanien og Afrika samt det panamerikanske VM-kvalifikationssystem.
Ved hvert stævne spilles der om to mesterskaber: et for mænd og et for kvinder. Begge mesterskaber er opdelt i en A-division for de otte bedste hold, der spiller om det egentlige pankontinentale mesterskab, og en B-division med de øvrige hold, der spiller om oprykning til A-divisionen.
De tre første udgaver af mesterskaberne blev begge spillet i Canada: i 2022 i Calgary, Alberta, i 2023 i Kelowna, British Columbia  og i 2024 i Lacombe, Alberta.

## Mænd

### Medaljestatik
| Medaljefordelingen 2022-24 | Medaljefordelingen 2022-24 | Medaljefordelingen 2022-24 | Medaljefordelingen 2022-24 | Medaljefordelingen 2022-24 |
| Land                       | Guld                       | Sølv                       | Bronze                     | Total                      |
| -------------------------- | -------------------------- | -------------------------- | -------------------------- | -------------------------- |
| Canada                     | 2                          | -                          | -                          | 2                          |
| Kina                       | 1                          | -                          | -                          | 1                          |
| Sydkorea                   | -                          | 2                          | -                          | 2                          |
| Japan                      | -                          | 1                          | 1                          | 2                          |
| USA                        | -                          | -                          | 2                          | 2                          |
| Kilde:                     |                            |                            |                            |                            |

### Mesterskaber og medaljevindere
| År   | Værtsby og -land | Guld       | Sølv     | Bronze |
| ---- | ---------------- | ---------- | -------- | ------ |
| 2022 | Calgary, Canada  | Canada (1) | Sydkorea | USA    |
| 2023 | Kelowna, Canada  | Canada (2) | Sydkorea | Japan  |
| 2024 | Lacombe, Canada  | Kina (1)   | Japan    | USA    |
| 2025 | Virginia, USA    |            |          |        |

## Kvinder

### Medaljestatik
| Medaljefordelingen 2022-24 | Medaljefordelingen 2022-24 | Medaljefordelingen 2022-24 | Medaljefordelingen 2022-24 | Medaljefordelingen 2022-24 |
| Land                       | Guld                       | Sølv                       | Bronze                     | Total                      |
| -------------------------- | -------------------------- | -------------------------- | -------------------------- | -------------------------- |
| Sydkorea                   | 1                          | 2                          | -                          | 3                          |
| Japan                      | 1                          | 1                          | -                          | 2                          |
| Canada                     | 1                          | -                          | 1                          | 2                          |
| USA                        | -                          | -                          | 1                          | 1                          |
| Kina                       | -                          | -                          | 1                          | 1                          |
| Kilde:                     |                            |                            |                            |                            |

### Mesterskaber og medaljevindere
| År   | Værtsby og -land | Guld         | Sølv     | Bronze |
| ---- | ---------------- | ------------ | -------- | ------ |
| 2022 | Calgary, Canada  | Japan (1)    | Sydkorea | Canada |
| 2023 | Kelowna, Canada  | Sydkorea (1) | Japan    | USA    |
| 2024 | Lacombe, Canada  | Canada (1)   | Sydkorea | Kina   |
| 2025 | Virginia, USA    |              |          |        |

## Ekstern kilde/henvisning
- WCF Results & Statistics – Pan Continental Curling Championships